# Hindelbank
Hindelbank är en ort och kommun i distriktet Emmental i kantonen Bern, Schweiz. Kommunen har 2 791 invånare (2023). Den 1 januari 2021 inkorporerades kommunen Mötschwil in i Hindelbank.
I Hindelbank finns det enda fängelset för kvinnor i tysktalande Schweiz med 107 platser.